# Alexander Mach
Alexander Mach tkp. Alexander Mach Mederský (Tótmegyer, 1902. október 11. – Pozsony, 1980. október 15.) szlovák politikus és újságíró. Az első Szlovák Köztársaság belügyminisztere, kormányának alelnöke, a Hlinka-gárda főparancsnoka volt.

## Politikai pályafutása
1938 és 1940 között a Szlovák Néppárt propagandafőnöke, 1940-től 1945-ig az első Szlovák Köztársaság belügyminisztere, kormányának alelnöke, először Vojtech Tuka, majd Štefan Tiso kormányában. 1939 és 1944 között a Hlinka-gárda főparancsnoka volt. Politikáját a Németországgal való szoros együttműködés szorgalmazása, zsidóüldözés és a magyar gyűlölet jellemezte, mely a propagandaminiszteri posztja miatt az első szlovák köztársaság lakóinak is a lelkesedést adta. Felelősségre vonása elől 1945-ben Ausztriába menekült, de az amerikaiak kiadták Csehszlovákiának, ahol 1947-ben halálra ítélték. Büntetését előbb 30, később 25 év fegyházra enyhítették. 1968-ban amnesztiában részesítették. Szabadulását követően Pozsonyban élt, ahol idős korában visszaemlékezéseit írta. 1980-ban Pozsonyban hunyt el. Emlékiratait 2008-ban a Matica slovenská adta ki.